# Hylaeus punctatus
Hylaeus punctatus is een vliesvleugelig insect uit de familie Colletidae. De wetenschappelijke naam van de soort is voor het eerst geldig gepubliceerd in 1832 door Brullé.
De maskerbijensoort wordt vijf à zes millimeter lang. Zoals andere maskerbijen is H. punctatus zwart en heeft ze een geel-wit masker. Het masker reikt niet helemaal tot aan de voelsprieten, in tegenstelling tot bij de tuinmaskerbij.
Oorspronkelijk kwam de soort voor in het Middellands Zeegebied, maar intussen is ze ook noordelijker te vinden. In 1967 werd ze zo in Luxemburg waargenomen, in 2015 in België. De bij lijkt zich graag op te houden in stedelijk gebied.